# Meno (fiume)
Il Meno (in tedesco Main), dalla lunghezza di circa 524 km, è il più grande affluente destro del Reno, al quale si congiunge presso Magonza; il suo corso si distende interamente in Germania e lo rende, per lunghezza, il primo fiume interamente in territorio tedesco.

## Nomi
Il nome è di origine celtica (Moin, o Mogin) e i Romani nel I secolo lo latinizzarono in Moenus. In questa forma viene citato da Plinio il Vecchio nella sua Naturalis historia, e da Tacito nell'opera De origine et situ Germanorum. L'etimologia del nome si riconduce alla parola acqua nelle lingue celtiche: esistono nomi simili in Irlanda (Maoin) e in Gran Bretagna (Meon) e si ritrova come termine per definire l'acqua in alcune lingue europee come il lettone maina e il lituano maiva.
Per la sua lunghezza muta di nome quattro volte nei dialetti delle terre attraversate: Maa in Oberfranken (Alta Franconia), Mee in Unterfranken (Bassa Franconia), Mää ad Aschaffenburg e di nuovo Maa a Francoforte.

## Corso

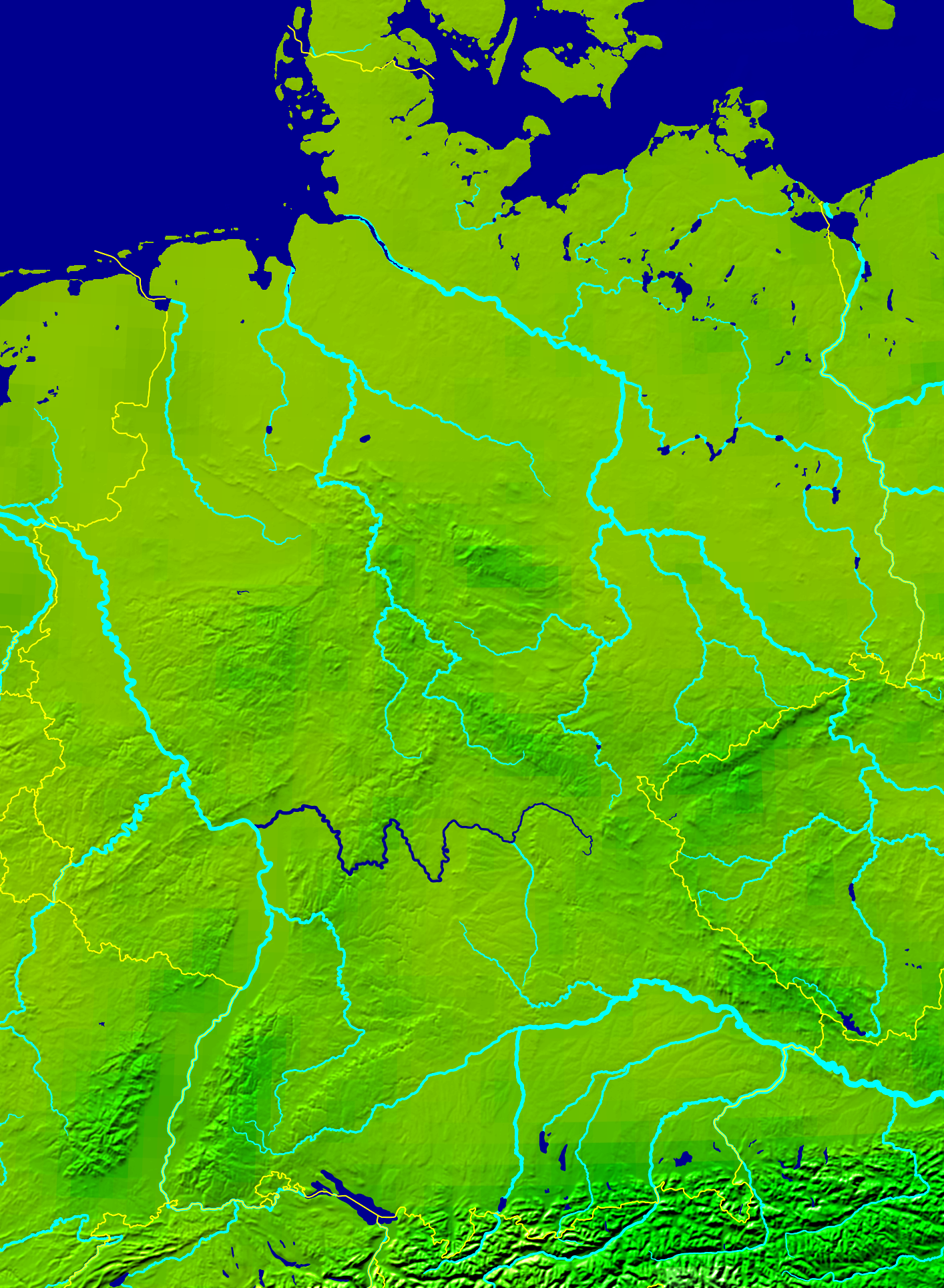
mappa, 1858

Nasce presso Kulmbach, in Baviera, dall'unione di due corsi d'acqua minori, il Meno bianco (Weißer Main), proveniente dalle alture del Fichtelgebirge e lungo 41 km, e il Meno rosso (Roter Main), lungo 50 km e proveniente dal Giura francone.
Durante il suo corso il fiume attraversa i land di Baviera e Assia bagnando Francoforte e altre città (Burgkunstadt, Lichtenfels, Bad Staffelstein, Hallstadt, Zeil, Haßfurt, Schweinfurt, Volkach, Kitzingen, Marktbreit, Ochsenfurt, Würzburg, Karlstadt, Gemünden, Lohr, Marktheidenfeld, Wertheim, Miltenberg, Obernburg, Aschaffenburg, Seligenstadt, Hanau, Offenbach, Hattersheim, Flörsheim, Rüsselsheim).
Il fiume, molto sinuoso, è navigabile per 396 km anche grazie a grandi opere come il Canale Reno-Meno-Danubio. La valle del Meno è famosa per i suoi vini, che vengono imbottigliati in particolari bottiglie chiamate Bocksbeutel in tedesco.

### Affluenti
I principali affluenti del Meno sono:
- Regnitz
- Saale francone
- Tauber
- Nidda
- Baunach
- Kinzig